# Giuseppe Antonio Rusconi
Giuseppe Antonio Rusconi (* 17. Juni 1749 in Saragossa; † 2. Juni 1817 in Bellinzona) war ein Schweizer Militär, Politiker, Tessiner Grossrat und Staatsrat.

## Biografie
Giuseppe Antonio Rusconi wurde als Sohn des Offiziers in spanischen Diensten Ludovico Andrea von Giubiasco geboren. Im Alter von 13 Jahren trat er als Kadett des Schweizer Regiments Buch in spanischen Dienste ein. 1776 stieg er zum Aidemajor und Hauptmann auf und wurde während der Belagerung von Gibraltar verwundet; 1781 wurde er zum Oberstleutnant befördert. 1790 nahm er seinen Abschied und kehrte nach Bellinzona zurück, wo er 1792 Kommandant der Milizen der Landvogtei wurde.
Von 1798 bis Anfang November 1801 war er, der den Unitariern angehörte, Regierungsstatthalter des Kantons Bellinzona. Von 1803 bis 1815 war er Tessiner Grossrat (Präsident 1804, 1807, 1811 und 1814), von 1803 bis 1813 sass er im Kleinen Rat (Präsident 1804 und 1810). 1804, 1809 und von 1811 bis 1813 vertrat er den Kanton Tessin an der eidgenössischen Tagsatzung. 1811 widersetzte er sich vehement der von Napoleon Bonaparte beabsichtigten Änderung der Tessiner Grenzen.